# Gewog di Uesu
Il gewog di Uesu è uno dei sei raggruppamenti di villaggi del distretto di Haa, nella regione Occidentale, in Bhutan.